# Balong (Sidangagung)
Balong is een bestuurslaag in het regentschap Kuningan van de provincie West-Java, Indonesië. Balong telt 2579 inwoners (volkstelling 2010).